# Śliwice (województwo dolnośląskie)
Śliwice – wieś w Polsce położona w województwie dolnośląskim, w powiecie wrocławskim, w gminie Długołęka.

## Podział administracyjny
W latach 1975–1998 miejscowość położona była w województwie wrocławskim.

## Historia
Przed 1945 rokiem miejscowość była siedzibą jednej z linii rodu hrabiów Yorck von Wartenburg.

## Zabytki
Do wojewódzkiego rejestru zabytków wpisany jest:
- zespół pałacowy:
  - pałac z połowy XVI w., z końca XIX w., 1910 r.
  - park, z drugiej połowy XVIII w., po 1870 r.